# كينغستون نخاتا
كينغستون نخاتا (بالإنجليزية: Kingston Nkhatha)‏ (27 أكتوبر 1985 في زيمبابوي - ) هو لاعب كرة قدم زيمبابوي في مركز الهجوم. شارك مع منتخب زيمبابوي لكرة القدم. أما مع النوادي، فقد لعب مع سوبر سبورت يونايتد ونادي بلاك ليوباردز ونادي كايزر تشيفز وFree State Stars F.C. ‏ وCAPS F.C. ‏ وCarara Kicks F.C. ‏.

## وصلات خارجية
- كينغستون نخاتا على موقع قاعدة بيانات كرة القدم.إي يو (الإنجليزية)
- كينغستون نخاتا على موقع ناشيونال فوتبول تيمز (الإنجليزية)
- كينغستون نخاتا على موقع Soccerway.com (الإنجليزية)